# World Covered Court Championships
De World Covered Championships waren een jaarlijks terugkerend tennistoernooi.
Het toernooi werd binnen op hout gespeeld.
Door de ILTF werd het predicaat wereldkampioenschap toegekend aan drie toernooien, waaronder de World Hard Court Championships en Wimbledon.
In 1923 werd de Amerikaanse bond lid van de mondiale tennisbond – per 1924 werd de status van "Official tournament" toegekend aan de toernooien van het Verenigd Koninkrijk, Frankrijk, Verenigde Staten en Australië. Tegenwoordig staan deze toernooien bekend als de grandslamtoernooien. De World Hard Court Championships en de World Covered Court Championships werden opgeheven.

## Finales

### Mannen enkelspel
| Jaar      | Locatie                                   | Winnaar                                   | Verliezend finalist                       | Uitslag                                   |
| --------- | ----------------------------------------- | ----------------------------------------- | ----------------------------------------- | ----------------------------------------- |
| 1913      | Stockholm                                 | Anthony Wilding                           | Maurice Germot                            | 5–7, 6–2, 6–3, 6–1                        |
| 1914–1918 | Niet gehouden vanwege Eerste Wereldoorlog | Niet gehouden vanwege Eerste Wereldoorlog | Niet gehouden vanwege Eerste Wereldoorlog | Niet gehouden vanwege Eerste Wereldoorlog |
| 1919      | Parijs                                    | Andre Gobert                              | Max Decugis                               | 6–3, 6–2, 6–2                             |
| 1920      | Londen                                    | Gordon Lowe                               | Walter Crawley                            | 6–2, 6–3, 6–1                             |
| 1921      | Kopenhagen                                | William Laurentz                          | Alfred Beamish                            | 6–2, 6–4, 6–2                             |
| 1922      | Sankt Moritz                              | Henri Cochet                              | Jean Borotra                              | 4–6, 2–6, 6–3, 6–2, 6–0                   |
| 1923      | Barcelona                                 | Henri Cochet (2)                          | Brian Gilbert                             | 6–4, 7–5, 6–4                             |

### Vrouwen enkelspel
| Jaar      | Locatie                                   | Winnaar                                   | Verliezend finalist                       | Uitslag                                   |
| --------- | ----------------------------------------- | ----------------------------------------- | ----------------------------------------- | ----------------------------------------- |
| 1913      | Stockholm                                 | Helen Aitchison                           | Kate Fenwick                              | 6–4, 6–2                                  |
| 1914–1918 | Niet gehouden vanwege Eerste Wereldoorlog | Niet gehouden vanwege Eerste Wereldoorlog | Niet gehouden vanwege Eerste Wereldoorlog | Niet gehouden vanwege Eerste Wereldoorlog |
| 1919      | Parijs                                    | Dorothy Holman                            | Germaine Golding                          | 6–3, 6–4                                  |
| 1920      | Londen                                    | Geraldine Beamish                         | Kitty McKane                              | 6–2, 5–7, 9–7                             |
| 1921      | Kopenhagen                                | Elsebeth Brehm                            | Ebba Meyer                                | 6–2, 6–4                                  |
| 1922      | Sankt Moritz                              | Germaine Golding                          | Jeanne Vaussard                           | 6–2, 7–5                                  |
| 1923      | Barcelona                                 | Kitty McKane                              | Geraldine Beamish                         | 6–3, 4–6, 6–2                             |

### Mannen dubbelspel
| Jaar      | Locatie                                   | Winnaar                                   | Verliezend finalist                       | Uitslag                                   |
| --------- | ----------------------------------------- | ----------------------------------------- | ----------------------------------------- | ----------------------------------------- |
| 1913      | Stockholm                                 | Max Decugis Maurice Germot                | Curt Bergmann Heinrich Kleinschroth       | 7–5, 2–6, 7–9, 6–3, 6–1                   |
| 1914–1918 | Niet gehouden vanwege Eerste Wereldoorlog | Niet gehouden vanwege Eerste Wereldoorlog | Niet gehouden vanwege Eerste Wereldoorlog | Niet gehouden vanwege Eerste Wereldoorlog |
| 1919      | Parijs                                    | André Gobert William Laurentz             | Nicolae Mişu H. Portlock                  | 6–1, 6–0, 6–2                             |
| 1920      | Londen                                    | Percival Davson Theodore Mavrogordato     | Alfred Beamish Frank Fisher               | 4–6, 10–8, 13–11, 3–6, 6–3                |
| 1921      | Kopenhagen                                | Maurice Germot (2) William Laurentz (2)   | Paul Henriksen Erik Tegner                | 6–3, 6–2, 3–6, 6–3                        |
| 1922      | Sankt Moritz                              | Jean Borotra Henri Cochet                 | Charles Martin Armand Simon               | 2–6, 6–2, 6–1, 6–4                        |
| 1923      | Barcelona                                 | Henri Cochet (2) Jean Couiteas            | Leif Rovsing Erik Tegner                  | 6–1, 6–1, 7–5                             |

### Vrouwen dubbelspel
| Jaar      | Locatie                                   | Winnaar                                   | Verliezend finalist                       | Uitslag                                   |
| --------- | ----------------------------------------- | ----------------------------------------- | ----------------------------------------- | ----------------------------------------- |
| 1913      | Geen vrouwendubbel                        | Geen vrouwendubbel                        | Geen vrouwendubbel                        | Geen vrouwendubbel                        |
| 1914–1918 | Niet gehouden vanwege Eerste Wereldoorlog | Niet gehouden vanwege Eerste Wereldoorlog | Niet gehouden vanwege Eerste Wereldoorlog | Niet gehouden vanwege Eerste Wereldoorlog |
| 1919      | Parijs                                    | Geraldine Beamish Kitty McKane            | Dorothy Holman Phyllis Howkins-Covell     | 6–3, 6–4                                  |
| 1920      | Londen                                    | Geraldine Beamish (2) Kitty McKane (2)    | Doris Craddock Irene Peacock              | 6–3, 7–5                                  |
| 1921      | Kopenhagen                                | Elsebeth Brehm Ebba Meyer                 | Vera Forum Jutta Steenberg                | 6–2, 4–6, 6–2                             |
| 1922      | Sankt Moritz                              | Germaine Golding Jeanne Vaussard          | Yvonne Bourgeois Mme Canivet              | walkover                                  |
| 1923      | Barcelona                                 | Geraldine Beamish (3) Kitty McKane (3)    | Germaine Golding Jeanne Vaussard          | 6–1, 6–1                                  |

### Gemengd dubbelspel
| Jaar      | Locatie                                   | Winnaar                                   | Verliezend finalist                             | Uitslag                                   |
| --------- | ----------------------------------------- | ----------------------------------------- | ----------------------------------------------- | ----------------------------------------- |
| 1913      | Stockholm                                 | Kate Fenwick Max Décugis                  | Gunnar Setterwall Sigrid Fick Gunnar Setterwall | 7–5, 12–10                                |
| 1914–1918 | Niet gehouden vanwege Eerste Wereldoorlog | Niet gehouden vanwege Eerste Wereldoorlog | Niet gehouden vanwege Eerste Wereldoorlog       | Niet gehouden vanwege Eerste Wereldoorlog |
| 1919      | Parijs                                    | Geraldine Beamish Max Décugis (2)         | Germaine Golding William Laurentz               | 6–3, 6–3                                  |
| 1920      | Londen                                    | Irene Peacock Frank Fisher                | Suzanne Amblard Max Décugis                     | walkover                                  |
| 1921      | Kopenhagen                                | Elsebeth Brehm Erik Tegner                | Harald T. Waagepetersen                         | 6–2, 6–2                                  |
| 1922      | Sankt Moritz                              | Germaine Golding Jean Borotra             | Jeanne Vaussard Max Decugis                     | 6–3, 6–4                                  |
| 1923      | Barcelona                                 | Kitty McKane Walter Crawley               | Geraldine Beamish Brian Gilbert                 | 4–6, 6–2, 6–3                             |